# Nowa Zelandia na Zimowych Igrzyskach Olimpijskich 1992
Nowa Zelandia na Zimowych Igrzyskach Olimpijskich 1992 – nowozelandzka reprezentacja na igrzyskach w Albertvill, licząca sześciu sportowców – jedną kobietę i pięciu mężczyzn, którzy wystąpili w dwóch z dwunastu rozegranych dyscyplin. Chorążym reprezentacji był występujący w short tracku Chris Nicholson.
Simon Wi Rutene był jedynym zawodnikiem, który miał doświadczenie z zawodów tej rangi, wystąpiwszy wcześniej w Sarajewie i Calgary. Najmłodszą reprezentantką Nowej Zelandii była dwudziestoletnia narciarka alpejska Annelise Coberger, najstarszym zaś trzydziestoletni łyżwiarz Tony Smith.
Nowozelandzki Komitet Olimpijski, powstały w 1911 roku i uznany przez MKOl w roku 1919, po raz pierwszy wysłał zawodników na zimowe igrzyska w 1952 roku, następnie w roku 1960, a od 1968 roku sportowcy z tego kraju regularnie uczestniczą w tych zawodach. Igrzyska w Albertville były zatem dziewiątym startem Nowozelandczyków – w poprzednich ośmiu występach reprezentanci tego kraju nie zdobyli żadnego medalu. Annelise Coberger, która wystąpiła na tych igrzyskach w slalomie, 20 lutego 1992 roku zdobyła historyczny, pierwszy, a zarazem dotychczas jedyny medal zimowych igrzysk olimpijskich dla Nowej Zelandii. Zdobyte przez nią srebro było jednocześnie pierwszym w historii olimpijskim medalem w konkurencjach zimowych dla zawodnika reprezentującego kraj półkuli południowej.

## Nagrody finansowe
Annelise Coberger za zdobycie srebrnego medalu otrzymała nagrodę finansową w wysokości 20 000 dolarów nowozelandzkich.

## Statystyki według dyscyplin
Spośród dwunastu dyscyplin sportowych, które Międzynarodowy Komitet Olimpijski włączył do kalendarza igrzysk, reprezentacja Nowej Zelandii wzięła udział w dwóch. Najliczniejszą reprezentację kraj ten wystawił w short tracku, gdzie wystąpiło czterech zawodników.
| Lp      | Sport                 | Mężczyźni | Kobiety | Łącznie |
| ------- | --------------------- | --------- | ------- | ------- |
| 1       | Narciarstwo alpejskie | 1         | 1       | 2       |
| 2       | Short track           | 4         | –       | 4       |
| Łącznie | Łącznie               | 5         | 1       | 6       |

## Medale
| Medal  | Zawodnik          | Sport                 | Wydarzenie | Data      |
| ------ | ----------------- | --------------------- | ---------- | --------- |
| srebro | Annelise Coberger | Narciarstwo alpejskie | Slalom     | 20 lutego |

## Konkurencje

### Narciarstwo alpejskie
Nową Zelandię w narciarstwie alpejskim reprezentowało dwoje zawodników – jeden mężczyzna i jedna kobieta. Wystąpili oni w trzech z pięciu konkurencji zaliczając łącznie cztery starty.
Simon Wi Rutene, dla którego były to już trzecie igrzyska, wystartował w trzech konkurencjach. W supergigancie, którego cztery lata wcześniej nie ukończył, 16 lutego zajął 42. miejsce. Dwa dni później poprawił swój najlepszy olimpijski wynik w slalomie gigancie z Sarajewa zajmując 28. lokatę. Rywalizacji w slalomie 22 lutego natomiast nie ukończył. Zawody, w których uczestniczył, wygrali odpowiednio Kjetil André Aamodt, Alberto Tomba i Finn Christian Jagge.
Jedynie w slalomie zaprezentowała się debiutująca na igrzyskach Annelise Coberger. Przystępowała do rywalizacji w roli jednej z faworytek, od początku 1992 roku trzykrotnie będąc na podium zawodów o Puchar Świata, wygrywając jedne z nich. Pierwszy przejazd ukończyła na ósmej lokacie, zanotowała natomiast najlepszy czas drugiego przejazdu, jednak łącznie uplasowała się tuż za triumfatorką tych zawodów, Petrą Kronberger, zdobywając srebrny medal.

#### Mężczyźni
- Simon Wi Rutene

| Wydarzenie    | Zawodnik        | Zjazd 1. | Msc. 1. | Zjazd 2. | Msc. 2. | Suma    | Miejsce |
| ------------- | --------------- | -------- | ------- | -------- | ------- | ------- | ------- |
| Supergigant   | Simon Wi Rutene | 1:17.86  | NQ      | NQ       | NQ      | NQ      | 42.     |
| Slalom gigant | Simon Wi Rutene | 1:09.52  | 35.     | 1:06.09  | 27.     | 2:15.61 | 28.     |
| Slalom        | Simon Wi Rutene | DNF      | DNF     | NQ       | NQ      | –       | nkl.    |

#### Kobiety
- Annelise Coberger

| Wydarzenie | Zawodniczka       | Zjazd 1. | Msc. 1. | Zjazd 2. | Msc. 2. | Suma    | Miejsce |
| ---------- | ----------------- | -------- | ------- | -------- | ------- | ------- | ------- |
| Slalom     | Annelise Coberger | 49.02    | 8.      | 44.08    | 1.      | 1:33.10 | [ 19 ]  |

### Short track
Był to oficjalny debiut short tracku na zimowych igrzyskach olimpijskich, cztery lata wcześniej, w Calgary dyscyplina ta miała bowiem status sportu pokazowego. MKOl wytypował do rywalizacji po dwie żeńskie i męskie konkurencje: odpowiednio indywidualnie na 500 i 1000 metrów oraz sztafety 3000 i 5000 metrów.
Nową Zelandię w tej dyscyplinie reprezentowało czterech sportowców. Nowozelandzcy zawodnicy wystartowali w obu rozegranych wówczas męskich konkurencjach – cała czwórka w rywalizacji sztafet na 5000 metrów oraz dwóch z nich w biegu na 1000 metrów. Był to jednocześnie pierwszy występ łyżwiarzy z tego kraju.
18 lutego 1992 roku rozpoczęły się zmagania indywidualne. Chris Nicholson zająwszy w swoim biegu eliminacyjnym trzecie miejsce odpadł z dalszej rywalizacji, zostając ostatecznie sklasyfikowany na 17. pozycji. Michael McMillen natomiast zajmował premiowane awansem miejsca w pierwszej dwójce, zarówno w eliminacjach, ćwierćfinale, jak i półfinale. Mimo iż w każdym kolejnym biegu poprawiał swój czas, w finale zajął ostatnie, czwarte miejsce, z rekordem świata triumfował natomiast Koreańczyk Kim Ki-hoon.
Męska sztafeta była upatrywana jako jeden z kandydatów do medali, podczas MŚ 1991 ustępując jedynie Australiczykom. Nowozelandczycy zwyciężyli w rozegranym 18 lutego 1992 roku biegu eliminacyjnym, a cztery dni później zajęli premiowane awansem drugie miejsce w półfinale, nie sprostali jednak rywalom w finale A zajmując ostatecznie czwarte miejsce. Ustanawiając nowy rekord świata zwyciężyli zawodnicy z Korei Południowej.

#### Mężczyźni
- Michael McMillen
- Chris Nicholson
- Andrew Nicholson
- Tony Smith

| Wydarzenie      | Zawodnik                                                     | Kwalifikacje | Kwalifikacje | Ćwierćfinał | Ćwierćfinał | Półfinał | Półfinał | Finał   | Finał   | Wynik | Wynik   |
| Wydarzenie      | Zawodnik                                                     | Czas         | Pozycja      | Czas        | Pozycja     | Czas     | Pozycja  | Czas    | Pozycja | Czas  | Pozycja |
| --------------- | ------------------------------------------------------------ | ------------ | ------------ | ----------- | ----------- | -------- | -------- | ------- | ------- | ----- | ------- |
| Bieg na 1000 m  | Michael McMillen                                             | 1:33.57      | 1.           | 1:32.69     | 2.          | 1:31.60  | 2.       | 1:31.32 | 4.      | –     | 4.      |
| Bieg na 1000 m  | Chris Nicholson                                              | 1:33.45      | 3.           | NQ          | NQ          | NQ       | NQ       | NQ      | NQ      | –     | 17.     |
| Sztafeta 5000 m | Michael McMillen Chris Nicholson Andrew Nicholson Tony Smith | 7:21.31      | 1.           | —           | —           | 7:22.38  | 2.       | 7:18.91 | 4.      | –     | 4.      |